# Belagerung von Turin (1640)
Les Avins – Löwen – Tornavento – Guetaria – Fontarrabie – Corbie – Diedenhofen 1639 – Turin – Arras 1640 – Aire-sur-la-Lys – La Marfée – Honnecourt – Barcelona – Cartagena – Diedenhofen 1643 – Rocroi – Orbetello – Fort Mardyck – Dünkirchen – Rethel – Bordeaux – Lens – Arras 1654 – Valenciennes – Dünenschlacht
Die Belagerung von Turin von 1640 (22. Mai bis 20. September 1640) war eine militärische Auseinandersetzung im Rahmen zweier unterschiedlicher Kriege: dem Französisch-Spanischen Krieg (1635–1659) und dem Piemontesischen Bürgerkrieg. Als Prinz Thomas Franz von Savoyen-Carignan und seine piemontesische Gefolgschaft Turin einnahmen, zog sich die französische Garnison, die die savoyische Herzoginwitwe Christina von Frankreich unterstützte, in die Zitadelle zurück und leistete anhaltend Widerstand. Eine französisch-piemontesische Armee unter Henri de Lorraine, comte d’Harcourt und Henri de La Tour d’Auvergne, Vicomte de Turenne belagerte wiederum die Truppen unter Thomas Franz in der Stadt. Später traf eine spanische Armee unter Führung von Diego de Guzmán, Marqués de Leganés ein, die ihrerseits die französischen Belagerer umzingelte. In dieser bizarren Dreifach-Belagerung schloss die spanische Armee die französische Armee ein, die ihrerseits Thomas Franz’ Piemonteser umzingelte, die wiederum die Zitadelle belagerten. Letztendlich gewannen die Franzosen die Oberhand, Thomas Franz ergab sich unter Bedingungen und durfte sich mit seinen Truppen entfernen und Turin unter französischer Aufsicht verlassen.

## Hintergrund
Als der Bruder von Thomas Franz, Viktor Amadeus I., 1637 gestorben war, stritten er und sein älterer Bruder, Moritz von Savoyen, mit der Witwe Christina von Frankreich um den Thron von Piemont. Es kam zum Bürgerkrieg, in dem Christina französische, die Brüder spanische Hilfe nutzten. Thomas Franz und seine Unterstützer hatten im Zuge dieses Bürgerkriegs 1639 Turin erobert, doch konnten französische Truppen, die der Regentin Christina von Frankreich folgten, die Zitadelle halten. Unter normalen Umständen wäre es zu dieser Zeit nicht möglich gewesen, eine Stadt gegen eine feindlich besetzte Zitadelle zu halten, jedoch konnten anti-französische Widerständler Barrikaden errichten, die die Franzosen zu einem Verbleib in der Zitadelle zwangen. Der Winter 1639/40 wurde so unter einem unsteten Waffenstillstand verbracht. Am 10. Mai 1640 nahm eine französische Armee unter dem Grafen von Harcourt und Henri de La Tour d’Auvergne, vicomte de Turenne, unterstützt von Truppen Christinas, die Belagerung Turins auf, um der eingeschlossenen Garnison zu Hilfe zu eilen. So begann eine der berühmtesten und kompliziertesten militärischen Aktionen des 17. Jahrhunderts. Die Anzahl der Franzosen belief sich auf 6.000 Fußsoldaten und 3.500 Kavalleristen. Hinzu kamen die 3.500 Piemonteser Christinas.

## Doppelte Belagerung
Nachdem die meisten der Außenposten der Verteidiger überrannt und die üblichen Verteidigungsgräben ausgehoben worden waren, eröffneten die Belagerer am 22. Mai das Feuer auf die Stadt. Am 31. Mai traf zwecks Entsatz eine spanische Armee unter dem Gouverneur von Mailand, dem Marqués de Leganés, ein. Er wagte es jedoch trotz seiner zahlenmäßigen Überlegenheit nicht, einen allumfassenden Frontalangriff auf Harcourts Verteidigungsstellung durchzuführen, und begann daher seinerseits, sich zur Belagerung der Franzosen zu verschanzen. Dies war der Auftakt wochenlanger kleinerer Scharmützel, die trotz des Einwirkens von Thomas Franz nur ein einziges Mal zu einer offenen Schlacht Mitte Juli führten (am 14. Juli nach Saluzzo, am 11. Juli nach Hanotaux und Bérenger), in der die Franzosen ihre Position jedoch vollständig halten und die Spanier zurückwerfen konnten. Die Situation wurde insbesondere dadurch zusätzlich erschwert, dass Thomas Franz, der in Turin eingeschlossen war, über Wochen einige Außenposten außerhalb der Stadt unterhielt, um mit den Spaniern in Kontakt bleiben und den Nachschub koordinieren zu können. Der letzte dieser Posten fiel Harcourt Ende Juli in die Hände, was Versorgungsengpässe für die Bevölkerung und auch die Garnison zur Folge hatte. Das Futter für die Pferde ging als erstes zur Neige. Thomas Franz unternahm am 23. und am 31. Juli zwei Ausfälle, um seiner Kavallerie die Flucht zu ermöglichen, scheiterte jedoch beide Male. Leganés konnte Harcourt hingegen niemals vollständig von seiner Nachschublinie abschneiden, sodass auch ein Austausch mit der Garnison stattfinden konnte. So hatte sich das Geschehen zu einer vierschichtigen Belagerung entwickelt: Französische Truppen in der Zitadelle wurden vom in der Stadt befindlichen Thomas Franz angegriffen, der von den Franzosen außerhalb der Stadt unter Harcourt belagert wurde, die wiederum von den Spaniern unter Leganés belagert wurden. Mitunter wird die Vorstellung erweckt, Leganés habe versucht, über das französische Lager hinweg Versorgungsmaterialien in die Stadt zu schießen. Doch hierbei handelt es sich wahrscheinlich bloß um eine Legende, die darauf zurückzuführen ist, dass die Spanier mit Thomas Franz Briefkontakt hielten, indem sie Nachrichten in Kanonenkugeln platzierten, die sie dann über die französischen Köpfe schossen.

## Ergebung
Letztendlich musste Turin sich ergeben und Thomas Franz, der bereits während der Belagerung sporadische Gespräche mit den Franzosen und dem Regenten geführt hatte, trat in Verhandlungen mit Harcourt ein. Dieser schloss ein Abkommen, das seinen Befehlen zuwiderlief. Laut dem französischen Historiker Hanotaux war er sich der Befehle, die von Paris aus unterwegs waren, nicht gewahr, denen zufolge er von Thomas Franz nichts als seine bedingungslose Kapitulation und seine Gefangennahme oder Eintritt in französische Dienste akzeptieren sollte. Nach Saluzzo wusste Harcourt, dass Kardinal Richelieus Agent Jules Mazarin mit den Befehlen unterwegs war, wollte den Siegesruhm aber mit niemandem teilen und beeilte sich daher, vor der Ankunft Mazarins eine Übereinkunft zu treffen. Was auch immer der Grund für sein Handeln war, am 16. September vereinbarten beide Parteien einen Waffenstillstand und Thomas Franz wurde der ehrenvolle Abzug gestattet. Die Kapitulationsbedingungen wurden am 20. September unterzeichnet und am 24. September verließ Thomas Franz Turin mit seinen Truppen, um sich nach Ivrea zurückzuziehen.